# Ilha Gau

Gau (pronunciado ngau) é uma ilha da República das ilhas Fiji, pertencente ao arquipélago Lomaiviti. É a quinta maior ilha de Fiji e situa-se a leste de Viti Levu, a maior do país.
Gau forma um dos cinco distritos tradicionais (Tikina Cokavata) da província de Lomaiviti e subdivide-se em três sub-distritos (Tikina Vou). Tem 16 localidades:
- o distrito de Navukailagi Tikina tem três localidades: Navukailagi, Vione, Qarani;
- o distrito de Vanuaso Tikina tem cinco localidades: Vanuaso, Lekanai, Nacavanadi, Malawai, Lamiti;
- Sawaleke Tikina tem oito localidades: Sawaleke, Somosomo, Nawaikama, Nukuloa, Levukaigau, Lovu, Vadravadra, Yadua.

A ilha Gau cotem cerca de 8000 habitantes.

## Natureza
O petrel-de-fiji (Pseudobulweria macgillivrayi) é uma ave endémica da ilha.